# Morane-Saulnier Rallye

Un Morane-Saulnier MS-880B Rallye Club all'aeroporto di Alghero-Fertilia nel 1973.

Il Morane-Saulnier Rallye o Socata Rallye è una gamma di monomotori da turismo ad ala bassa, con struttura interamente metallica, prodotti dal 1959, dall'azienda aeronautica francese Morane-Saulnier prima e dalla SOCATA in seguito.
Destinato al mercato dell'aviazione generale ma utilizzato anche in ambito militare come aereo da addestramento e da collegamento dall'Aéronautique navale, componente aerea della Marine nationale (la marina militare francese), è stato uno degli addestratori francesi più diffusi negli aeroclub in Francia, prima del Robin DR400, per la formazione dei nuovi piloti.
La struttura è semplice e robusta, con fusoliera a struttura monoscocca e ala rettangolare in pianta. Parte dell'assemblaggio è eseguito mediante classica rivettatura, e parte mediante elettrosaldatura automatizzata. Grazie ai caratteristici ipersostentatori automatici sul bordo d'attacco alare (SLAT) e ai flap a fessura di generose dimensioni, possiede ottime caratteristiche di volo lento e di decollo e atterraggio corto (STOL), oltre ad una straordinaria resistenza allo stallo e alla vite. Il tettuccio trasparente a bolla consente un'eccellente visibilità. Il carrello triciclo con gambe articolate ed ammortizzatori oleopneumatici su tutti e tre gli elementi consente l'utilizzo su piste in erba, terra battuta o accidentate.
Il prototipo MS 880 vola per la prima volta il 10 giugno 1959, pilotato da Jean Cliquet. La certificazione e conseguente avvio della produzione in serie delle prime varianti MS 880B ed MS 885 avviene sul finire del 1961.
Ma la Morane-Saulnier versa in difficoltà finanziarie, ed entrerà in regime di amministrazione controllata il 7 gennaio 1963, venendo poi rilevata dal gruppo Potez. A questo periodo risalgono alcune versioni proposte appunto con motorizzazione Potez.
Nel 1962 inizia lo sviluppo della versione ingrandita della cellula (con numero di serie a 5 cifre, avendo il numero di costruzione aumentato di 10000), che darà luogo nel 1964 alle prime versioni della serie 890, che rimpiazzeranno il MS 885.
Nel 1965 il gruppo Potez non ha la possibilità di rilevare completamente il marchio Morane-Saulnier, l'azienda viene pertanto acquisita dalla Sud Aviation, azienda statale nata dalla fusione della SNCASO (azienda statale costruzioni aeronautiche Sud Ovest) e SNCASE (azienda statale costruzioni aeronautiche Sud Est), e che si fonderà poi con la Nord Aviation dando vita alla SNIAS, poi divenuta Aérospatiale ed infine confluita nel gruppo EADS. Nel 1966, la Sud Aviation costituisce la controllata SOCATA (Société pour la construction d’avion de tourisme et d’affaires) per gestire gli asset e la produzione dell'ormai defunta Morane-Saulnier.
La produzione continua con diversi aggiornamenti alle varie versioni fino al 1977, quando la SOCATA cederà il progetto e la licenza di costruzione dei Rallye alla polacca PZL (in realtà facente anch'essa parte della galassia Aerospatiale), per lasciare progressivamente posto alla successiva serie TB. Rimarranno in produzione solo gli ultimi esemplari del 110 ST e delle varianti con cellula grande, l'ultimo dei quali lascerà la catena di montaggio nel 1984.
La produzione della PZL continuerà fino alla fine degli anni 90.
La EADS-Aerospatiale tra il 2008 e il 2014 cede progressivamente le quote di SOCATA al gruppo Daher, a cui appartiene tuttora.

## Varianti
Le varie versioni del Rallye sono equipaggiate con motori di potenza da 100 a 235 CV, e realizzati con due tipi di cellula, quella originale più piccola (versioni 88X), successivamente affiancata da una leggermente più grande (versioni 89X). Ne sono stati prodotti 3396 esemplari in tutte le versioni, e venduti in 65 paesi in tutto il mondo.
- Rallye MS 880 (1959): prototipo propulso da motore Continental C-90 (90 CV);
- Rallye MS 880 B Rallye Club (1961): versione di serie, propulso da motore Rolls-Royce (Continental) O-200-A (100 CV), biposto e triposto;
- Rallye MS 881 (1964): propulso da motore Potez 4E-20 (105 CV), avrà scarso successo;
- Rallye MS 882: prototipo; doveva essere propulso da motore Potez 4E-30 (115 CV), ma quest'ultimo non verrà mai prodotto, causando l'abbandono del modello;
- Rallye MS 883 Rallye 115 (1969): propulso da motore Lycoming O-235-C2A (115 CV);
- Rallye MS 884: destinato al mercato americano, propulso da motore Franklin 4A-235-B3 (125 CV), avrà scarso successo e sarà soppiantato dal MS 887;
- Rallye MS 885 Super Rallye (1961): propulso da motore Continental O-300 (145 CV); verrà poi sostituito dal MS 892;
- Rallye MS 886: evoluzione del Super Rallye con motore Lycoming O-320 da 150 CV, verrà soppiantato dal MS 892;
- Rallye MS 887 (1972): propulso da motore Lycoming O-235-F2A (125 CV);
- Rallye MS 890 Rallye Commodore: prototipo, cellula grande, propulso da motore Continental O-300 (145 CV);
- Rallye MS 892 Rallye Commodore 150 / Rallye 150 GT / Garnement (1964): cellula grande, propulso da motore Lycoming O-320 (150 CV);
- Rallye MS 893 Rallye Commodore 180 / Rallye 180 GT / Galerien (1965): cellula grande, propulso da motore Lycoming O-360 (180 CV);
- Rallye MS 894 Rallye Minerva (1969): cellula grande, propulso da motore Franklin 6A-350-C1 (220 CV);
- Rallye 100 S/ST (1973): versioni irrobustite del MS 880, autorizzato per manovre acrobatiche come la vite;
- Rallye 110 ST Galopin (1979): sostituisce il MS 880, propulso da motore Lycoming O-235-L2A (112 CV);
- Rallye 235 Gabier (1975): evoluzione del Minerva, propulso da motore Lycoming O-540-B4B5 (235 CV);
- Rallye 235 Gaucho: versione con carrello d'atterraggio biciclo, adattabile come aereo agricolo;
- Rallye 235 Guerrier: versione militare;
- PZL 110 Koliber (1977): produzione polacca su licenza del Rallye 110, propulso da motore Franklin 4A-235 (116 CV, poi 125 CV);
- PZL Koliber 150 (1988): produzione polacca su licenza del Rallye 150, propulso da motore Lycoming O-320 (150 CV);
- PZL Koliber 160: aggiornamento del Koliber 150, propulso da motore Lycoming O-320 (160 CV);
- PZL 111 Koliber 235 Senior (1995): produzione polacca su licenza del Rallye 235, propulso da motore Lycoming O-540-B4B5 (235 CV);
- ST 60 Rallye 7 (1969): prototipo di versione a 7 posti, propulso da motore Lycoming IO-540-K1A5 (300 CV); non sarà prodotto in serie;
- MS 980 Rallye II (1964): proposte di versioni bimotori (2 x 150 - 200 CV); rimarranno allo stato di progetto.

## Utilizzatori

### Militari
Rep. Centrafricana
- Force Aérienne Centrafricaine

1 Rallye 235GS consegnato ed in servizio al febbraio 2018.
 El Salvador
- Fuerza Aérea Salvadoreña

4 Rallye 235G, 2 in servizio al settembre 2019.